# Mixogaster sartocrypta
Mixogaster sartocrypta är en tvåvingeart som beskrevs av Hull 1954. Mixogaster sartocrypta ingår i släktet Mixogaster och familjen blomflugor. Inga underarter finns listade i Catalogue of Life.